# Europees kampioenschap voetbal vrouwen 2013 (kwalificatie) - Groep 2
In de kwalificatierondes voor het Europees kampioenschap voetbal vrouwen 2013 - Groep 2 wordt door zes landen gestreden om één ticket voor het eindtoernooi. Tevens kan de nummer 2 zich kwalificeren voor play-offs waar alsnog een ticket te verdienen valt of, wanneer het de beste nummer twee van de gehele kwalificatie blijkt te zijn, kan het een rechtstreeks ticket voor het eindtoernooi krijgen.

## Stand
| # | Land        | Wedstrijden | Wedstrijden | Wedstrijden | Wedstrijden | Doelpunten | Doelpunten | Doelpunten | Punten |
| - | ----------- | ----------- | ----------- | ----------- | ----------- | ---------- | ---------- | ---------- | ------ |
| # | Land        | G           | W           | G           | V           | V          | T          | Saldo      | Punten |
| 1 | Duitsland   | 10          | 9           | 1           | 0           | 64         | 3          | +61        | 28     |
| 2 | Spanje      | 10          | 6           | 2           | 2           | 43         | 14         | +29        | 20     |
| 3 | Roemenië    | 10          | 5           | 1           | 4           | 20         | 20         | 0          | 16     |
| 4 | Zwitserland | 10          | 5           | 0           | 5           | 29         | 24         | +5         | 15     |
| 5 | Kazachstan  | 10          | 2           | 1           | 7           | 4          | 55         | -51        | 7      |
| 6 | Turkije     | 10          | 0           | 1           | 9           | 4          | 48         | -44        | 1      |

## Wedstrijden
NB: Alle tijden zijn in Midden-Europese Tijd.
|                         |            |                            |          |                                                                            |
| 17 september 2011 13:00 | Kazachstan | 0 – 3                      | Roemenië | Kazhimukana Munaytpasova, Shymkent Scheidsrechter: Caroline De Boeck (BEL) |
| 17 september 2011 13:00 |            | 7' Rus 15' Bortan 51' Laiu |          | Kazhimukana Munaytpasova, Shymkent Scheidsrechter: Caroline De Boeck (BEL) |

|                         |                                           |       |              |                                                                  |
| 17 september 2011 15:45 | Duitsland                                 | 4 – 1 | Zwitserland  | Impuls Arena, Augsburg Scheidsrechter: Silvia Tea Spinelli (ITA) |
| 17 september 2011 15:45 | Bajramaj 32', 66' Bresonik 73' Müller 79' |       | 68' Bachmann | Impuls Arena, Augsburg Scheidsrechter: Silvia Tea Spinelli (ITA) |

|                         |            |        | |                                                                           |
| 17 september 2011 18:00 | Turkije    | 1 – 10 | Spanje                                                                                              | Recep Tayyip Erdoğanstadion, Istanboel Scheidsrechter: Tanja Schett (AUT) |
| 17 september 2011 18:00 | Güngör 20' |        | 9', 51' Adriana 11', 65' Borja Moreno 26', 46', 69' Boquete 44' Sonia 82' Corredera 86' Olabarrieta | Recep Tayyip Erdoğanstadion, Istanboel Scheidsrechter: Tanja Schett (AUT) |

|                         |                                         |       |          |                                                                  |
| 21 september 2011 18:30 | Zwitserland                             | 4 – 1 | Roemenië | Stadion Brügglifeld, Aarau Scheidsrechter: Katalin Kulcsar (HUN) |
| 21 september 2011 18:30 | Crnogorčević 43', 87' Bachmann 73', 84' |       | 54' Duşa | Stadion Brügglifeld, Aarau Scheidsrechter: Katalin Kulcsar (HUN) |

|                         |                         |       |         |                                                                      |
| 22 september 2011 13:00 | Kazachstan              | 2 – 0 | Turkije | Kazhimukana Munaytpasova, Shymkent Scheidsrechter: Petra Chudá (SVK) |
| 22 september 2011 13:00 | Li 57' Kirgizbajeva 89' |       |         | Kazhimukana Munaytpasova, Shymkent Scheidsrechter: Petra Chudá (SVK) |

|                       |         |       |            |                                                                        |
| 22 oktober 2011 14:00 | Turkije | 0 – 0 | Kazachstan | Burhanettin Kocamaz Stadion, Tarsus Scheidsrechter: Leen Martens (BEL) |
| 22 oktober 2011 14:00 |         |       |            | Burhanettin Kocamaz Stadion, Tarsus Scheidsrechter: Leen Martens (BEL) |

|                       |          |                                                |           |                                                          |
| 22 oktober 2011 16:00 | Roemenië | 0 – 3                                          | Duitsland | Mogosoaia, Boekarest Scheidsrechter: Jana Adámková (CZE) |
| 22 oktober 2011 16:00 |          | 21' Goeßling 56' Bajramaj 59' (pen.) Behringer |           | Mogosoaia, Boekarest Scheidsrechter: Jana Adámková (CZE) |

|                       |                                     |       |                          |                                                                                 |
| 23 oktober 2011 12:00 | Spanje                              | 3 – 2 | Zwitserland              | La Ciudad del Fútbol, Las Rozas de Madrid Scheidsrechter: Jenny Palmqvist (SWE) |
| 23 oktober 2011 12:00 | Adriana 19' (pen.), 36' Boquete 71' |       | 58' Bachmann 69' Mehmeti | La Ciudad del Fútbol, Las Rozas de Madrid Scheidsrechter: Jenny Palmqvist (SWE) |

|                       |            |                                                |        |                                                                         |
| 27 oktober 2011 11:00 | Kazachstan | 0 – 4                                          | Spanje | BIIK Stadium, Shymkent Scheidsrechter: Mihaela Gurdon Basimamović (CRO) |
| 27 oktober 2011 11:00 |            | 19', 82' Sonia 50' (pen.) Adriana 86' Meseguer |        | BIIK Stadium, Shymkent Scheidsrechter: Mihaela Gurdon Basimamović (CRO) |

|                       |                                                    |       |                |                                                                  |
| 27 oktober 2011 16:00 | Roemenië                                           | 7 – 1 | Turkije        | Mogosoaia, Boekarest Scheidsrechter: Donka Jeleva-Terzieva (BUL) |
| 27 oktober 2011 16:00 | Laiu 6' Sârghe 34' Duşa 37', 47', 60' Rus 74', 86' |       | 45+2' Defterli | Mogosoaia, Boekarest Scheidsrechter: Donka Jeleva-Terzieva (BUL) |

|                        | |        |            |                                                              |
| 19 november 2011 15:45 | Duitsland | 17 – 0 | Kazachstan | Brita-Arena, Wiesbaden Scheidsrechter: Carina Vitulano (ITA) |
| 19 november 2011 15:45 | Okoyino de Mbabi 3', 10', 14', 16' Popp 5', 11', 31', 59' Laudehr 23', 41' Behringer 36' (pen.) Bajramaj 51' Peter 62', 65', 89' |        |            | Brita-Arena, Wiesbaden Scheidsrechter: Carina Vitulano (ITA) |

|                        |          |                                        |        |                                                                |
| 20 november 2011 15:00 | Roemenië | 0 – 4                                  | Spanje | Football Centre FRF, Buftea Scheidsrechter: Gyöngyi Gaál (HUN) |
| 20 november 2011 15:00 |          | 42' Sonia 52', 73' Boquete 84' Adriana |        | Football Centre FRF, Buftea Scheidsrechter: Gyöngyi Gaál (HUN) |

|                        |                   |       |                    |                                                               |
| 23 november 2011 13:00 | Turkije           | 1 – 2 | Roemenië           | Buca Arena, İzmir Scheidsrechter: Karolina Radzik-Johan (POL) |
| 23 november 2011 13:00 | Ficzay 86' (e.d.) |       | 11' Rus 62' Ficzay | Buca Arena, İzmir Scheidsrechter: Karolina Radzik-Johan (POL) |

|                        | |       |                |                                                                     |
| 24 november 2011 18:00 | Zwitserland                                                                                           | 8 – 1 | Kazachstan     | Stadion Brügglifeld, Aarau Scheidsrechter: Gordana Kuzmanović (SRB) |
| 24 november 2011 18:00 | Dickenmann 5', 45+1', 81' Maendly 16' Moser 28' (pen.) Wälti 44' Bachmann 56', 60' Mehmeti 73' (pen.) |       | 42' Karibajeva | Stadion Brügglifeld, Aarau Scheidsrechter: Gordana Kuzmanović (SRB) |

|                        |                         |       |                                 |                                                                           |
| 24 november 2011 20:30 | Spanje                  | 2 – 2 | Duitsland                       | Estadio Escribano Castilla, Motril Scheidsrechter: Kateryna Monzoel (UKR) |
| 24 november 2011 20:30 | Boquete 57' Willy 90+1' |       | 27' Goessling 30' (e.d.) García | Estadio Escribano Castilla, Motril Scheidsrechter: Kateryna Monzoel (UKR) |

|                        |         |                                                                                        |           |                                                            |
| 15 februari 2012 16:00 | Turkije | 0 – 5                                                                                  | Duitsland | Buca Arena, İzmir Scheidsrechter: Gordana Kuzmanović (SRB) |
| 15 februari 2012 16:00 |         | 10' Marozsan 11' Okoyino de Mbabi 71' Bresonik 76', 90' Behringer 64', 90+4' Bartusiak |           | Buca Arena, İzmir Scheidsrechter: Gordana Kuzmanović (SRB) |

|                     |                          |       |            |                                                                 |
| 31 maart 2012 10:00 | Roemenië                 | 3 – 0 | Kazachstan | Football Centre FRF, Buftea Scheidsrechter: Sabine Bonnin (FRA) |
| 31 maart 2012 10:00 | Banuta 53', 87' Duşa 65' |       |            | Football Centre FRF, Buftea Scheidsrechter: Sabine Bonnin (FRA) |

|                     |                                              |       |        |                                                                  |
| 31 maart 2012 16:00 | Duitsland                                    | 5 – 0 | Spanje | Carl-Benz-Stadion, Mannheim Scheidsrechter: Efthalia Mitsi (GRE) |
| 31 maart 2012 16:00 | Okoyino de Mbabi 24', 58', 68', 86' Popp 61' |       |        | Carl-Benz-Stadion, Mannheim Scheidsrechter: Efthalia Mitsi (GRE) |

|                     |                                                             |       |         |                                                                 |
| 31 maart 2012 18:00 | Zwitserland                                                 | 5 – 0 | Turkije | Stadion Brügglifeld, Aarau Scheidsrechter: Marina Mamaeva (RUS) |
| 31 maart 2012 18:00 | Maendly 3', 9' Bachmann 30' Crnogorčević 53' Dickenmann 87' |       |         | Stadion Brügglifeld, Aarau Scheidsrechter: Marina Mamaeva (RUS) |

|                    | |        |            |                                                                               |
| 5 april 2012 12:00 | Spanje | 13 – 0 | Kazachstan | La Ciudad del Fútbol, Las Rozas de Madrid Scheidsrechter: Lilach Asulin (ISR) |
| 5 april 2012 12:00 | Boquete 20' (pen.), 68' (pen.) Sonia 22' Borja 29', 54' Paz 33', 38', 45', 51', 59', 60', 79' Torrejón 78' |        |            | La Ciudad del Fútbol, Las Rozas de Madrid Scheidsrechter: Lilach Asulin (ISR) |

|                    |             |                                                     |           |                                                               |
| 5 april 2012 18:15 | Zwitserland | 0 – 6                                               | Duitsland | Stadion Brügglifeld, Aarau Scheidsrechter: Tanja Schett (AUT) |
| 5 april 2012 18:15 |             | 16', 38', 71', 85' Okoyino da Mbabi 24', 64' Mittag |           | Stadion Brügglifeld, Aarau Scheidsrechter: Tanja Schett (AUT) |

|                   |                                             |       |          |                                                                  |
| 31 mei 2012 18:00 | Duitsland                                   | 5 – 0 | Roemenië | SchücoArena, Bielefeld Scheidsrechter: Alexandra Ihringova (ENG) |
| 31 mei 2012 18:00 | Bresonik 1' Popp 34', 50', 90' Marozsán 40' |       |          | SchücoArena, Bielefeld Scheidsrechter: Alexandra Ihringova (ENG) |

|                    |                                               |       |                                       |                                                                  |
| 16 juni 2012 18:30 | Zwitserland                                   | 4 – 3 | Spanje                                | Stadion Brügglifeld, Aarau Scheidsrechter: Kirsi Heikkinen (FIN) |
| 16 juni 2012 18:30 | Bachman 18', 80' Crnogorčević 54' Zumbühl 82' |       | 25' Paz 37' García 73' (pen.) Boquete | Stadion Brügglifeld, Aarau Scheidsrechter: Kirsi Heikkinen (FIN) |

|                    |                                         |       |         |                                                                            |
| 21 juni 2012 11:30 | Spanje                                  | 4 – 0 | Turkije | La Ciudad del Fútbol, Las Rozas de Madrid Scheidsrechter: Rhona Daly (IRL) |
| 21 juni 2012 11:30 | Sonia 13' Paz 32', 35' Kıraç 85' (e.d.) |       |         | La Ciudad del Fútbol, Las Rozas de Madrid Scheidsrechter: Rhona Daly (IRL) |

|                    |                            |       |                          |                                                                       |
| 21 juni 2012 18:00 | Roemenië                   | 4 – 2 | Zwitserland              | Football Centre FRF, Buftea Scheidsrechter: Natalia Avdonchenko (RUS) |
| 21 juni 2012 18:00 | Rus 41', 60', 81' Duşa 61' |       | 8' Crnogorčević 64' Abbé | Football Centre FRF, Buftea Scheidsrechter: Natalia Avdonchenko (RUS) |

|                         |          |       |                                  |                                                                                         |
| 15 september 2012 17:00 | Turkije  | 1 – 3 | Zwitserland                      | Atatürk Olympisch Stadion, Istanboel Toeschouwers: 124 Scheidsrechter: Ginta Pēce (LAT) |
| 15 september 2012 17:00 | Uraz 27' |       | 25' Dickenmann 70', 73' Bachmann | Atatürk Olympisch Stadion, Istanboel Toeschouwers: 124 Scheidsrechter: Ginta Pēce (LAT) |

|                         |            |                                                                                        |           |                                                                                  |
| 15 september 2012 15:00 | Kazachstan | 0 – 7                                                                                  | Duitsland | Sjachterstadion, Karaganda Toeschouwers: 300 Scheidsrechter: Monica Larsen (NOR) |
| 15 september 2012 15:00 |            | 8', 42' Okoyino da Mbabi 33' Odebrecht 55' Mittag 63' Schmidt 86' Müller 87' Goessling |           | Sjachterstadion, Karaganda Toeschouwers: 300 Scheidsrechter: Monica Larsen (NOR) |

|                         | |        |         | |
| 19 september 2012 17:00 | Duitsland | 10 – 0 | Turkije | Schauinsland-Reisen-Arena, Duisburg Toeschouwers: 6.467 Scheidsrechter: Natalia Avdontsjenko (RUS) |
| 19 september 2012 17:00 | Okoyino da Mbabi 17', 74' Mittag 24' Laudehr 45+1' (pen.) Behringer 52', 60' (pen.) Müller 72', 86', 90+2' Bajramaj 85' |        |         | Schauinsland-Reisen-Arena, Duisburg Toeschouwers: 6.467 Scheidsrechter: Natalia Avdontsjenko (RUS) |

|                         |        |       |          |                                                                                              |
| 19 september 2012 18:00 | Spanje | 0 – 0 | Roemenië | La Cuidad del Fútbol, Madrid Toeschouwers: 298 Scheidsrechter: Anastasia Poestovojtova (RUS) |
| 19 september 2012 18:00 |        |       |          | La Cuidad del Fútbol, Madrid Toeschouwers: 298 Scheidsrechter: Anastasia Poestovojtova (RUS) |

|                         |            |       |             |                                                                                      |
| 19 september 2012 11:00 | Kazachstan | 1 – 0 | Zwitserland | Sjachterstadion, Karaganda Toeschouwers: 300 Scheidsrechter: Marija Damjanović (CRO) |
| 19 september 2012 11:00 | Jalova 58' |       |             | Sjachterstadion, Karaganda Toeschouwers: 300 Scheidsrechter: Marija Damjanović (CRO) |

Groep 1 · Groep 2 · Groep 3 · Groep 4 · Groep 5 · Groep 6 · Groep 7